# ديزموند مايلز
ديسموند مايلز (بالإنجليزية: Desmond Miles)‏ ، هو شخصية أمريكية خيالية وبطل سلسلة ألعاب أساسنز كريد حيث يعد حفيد لعدة أساسنز منهم الطائر بن لا أحد، إيزيو أوديتوري، إدوارد كينواي وكونور كينواي.
أدى صوته الممثل الأمريكي نولان نورث.